# Best of The Corrs
Best of The Corrs er det første opsamlingsalbum af det irske folkrockband The Corrs. Det indeholder sange fra tidligere udgivelser og ét nyt nummer "Would You Be Happier", der kun er udgivet på dette album. Seks måneder efter det blev udgivet, havde det solgt multi-platin flere steder i verden.

## Spor
1. "Would You Be Happier?"
2. "So Young (K-Klass Remix)"
3. "Runaway"
4. "Breathless"
5. "Radio" (Unplugged)
6. "What Can I Do?" (Tin Tin Out Remix)
7. "The Right Time"
8. "I Never Loved You Anyway"
9. "Irresistible"
10. "Forgiven, Not Forgotten"
11. "Lough Erin Shore" (Unplugged)
12. "Only When I Sleep"
13. "Love to Love You"
14. "All the Love in the World" (Remix)
15. "Everybody Hurts" (Unplugged) (R.E.M. cover)
16. "Give Me a Reason"
17. "Dreams"
18. "Make You Mine"

### Australsk bonustrack
19. "Lifting Me"

### Spansk/argentinsk/mexicansk bonustrack
19. "Una Noche (featuring Alejandro Sanz)"

## Hitlister og certificeringer
| Hitliste                      | Land           | Udbyder                | Højeste placering | Certificering | Salg       |
| ----------------------------- | -------------- | ---------------------- | ----------------- | ------------- | ---------- |
| Australian Albums Chart       | Australien     | ARIA                   | 2                 | 4× Platin     | 280,000+   |
| Austrian Albums Chart         | Østrig         | IFPI Austria           | 7                 | —             |            |
| Belgium Flemish Albums Chart  | Belgien        | IFPI Belgium           | 5                 | Platin        | 20,000+    |
| Belgium Wallonie Albums Chart | Belgien        | IFPI Belgium           | 8                 | Platin        | 20,000+    |
| Brazilian Albums Chart        | Brasilen       | APBD                   |                   | Guld          | 50,000+    |
| Canadian Albums Chart         | Canada         | CRIA                   | —                 | Guld          | 50,000+    |
| Europe Platinum Awards        | Europa         | IFPI                   |                   | Platin        | 1,000,000+ |
| Finnish Albums Chart          | Finland        | IFPI Finland           | 26                |               |            |
| French Albums Chart           | Frankrig       | Disque En France       |                   | Platin        | 200,000+   |
| German Albums Chart           | Tyskland       | IFPI Germany           | 12                | Guld          | 150,000+   |
| Indonesia Album Charts        | Indonesien     | Warner Music Indonesia |                   | 2× Platin     | 100,000+   |
| Irish Albums Chart            | Irland         | IRMA                   | 12                | 5× Platin     | 75,000+    |
| Italian Albums Chart          | Italien        | FIMI                   |                   | Guld          | 40,000+    |
| Japan Oricon Album Chart      | Japan          | RIAJ                   | 6                 | Guld          | 100,000+   |
| Mexican Albums Chart          | Mexico         |                        |                   | Guld          | 50,000+    |
| Netherlands Albums Chart      | Holland        | MegaCharts             | 6                 | Platin        | 70,000+    |
| New Zealand Albums Chart      | New Zealand    | RIANZ                  | 2                 | 2× Platin     | 30,000+    |
| Norwegian Albums Chart        | Norge          | IFPI Norway            | 29                |               |            |
| Swedish Albums Chart          | Sverige        | IFPI Sweden            | 34                |               |            |
| Swiss Albums Charts           | Schweiz        | IFPI Switzerland       | 6                 | Platin        | 50,000+    |
| Thailand Albums Chart         | Thailand       |                        |                   | Guld          | 20,000+    |
| UK Albums Chart               | Storbritannien | BPI                    | 6                 | 2x Platin     | 600,000+   |